# Museo del lapidario
Il Museo del lapidario, noto anche come Museo archeologico lapidario, è un museo archeologico epigrafico statale sito all'interno del palazzo Ducale di Urbino e amministrato dalla Direzione regionale musei Marche.

## Storia
Il museo nacque su iniziativa del cardinale Giovanni Francesco Stoppani, che unì alla sua raccolta i reperti ritrovati dall'archeologo Raffaele Fabretti. La collezione fu allestita dall'archeologo Giovan Battista Passeri e dall'architetto Giovan Francesco Buonamici e il museo, denominato Museo di antiche iscrizioni, fu inaugurato l'8 settembre 1756 nelle soprallogge del palazzo Ducale di Urbino.

## Collezioni

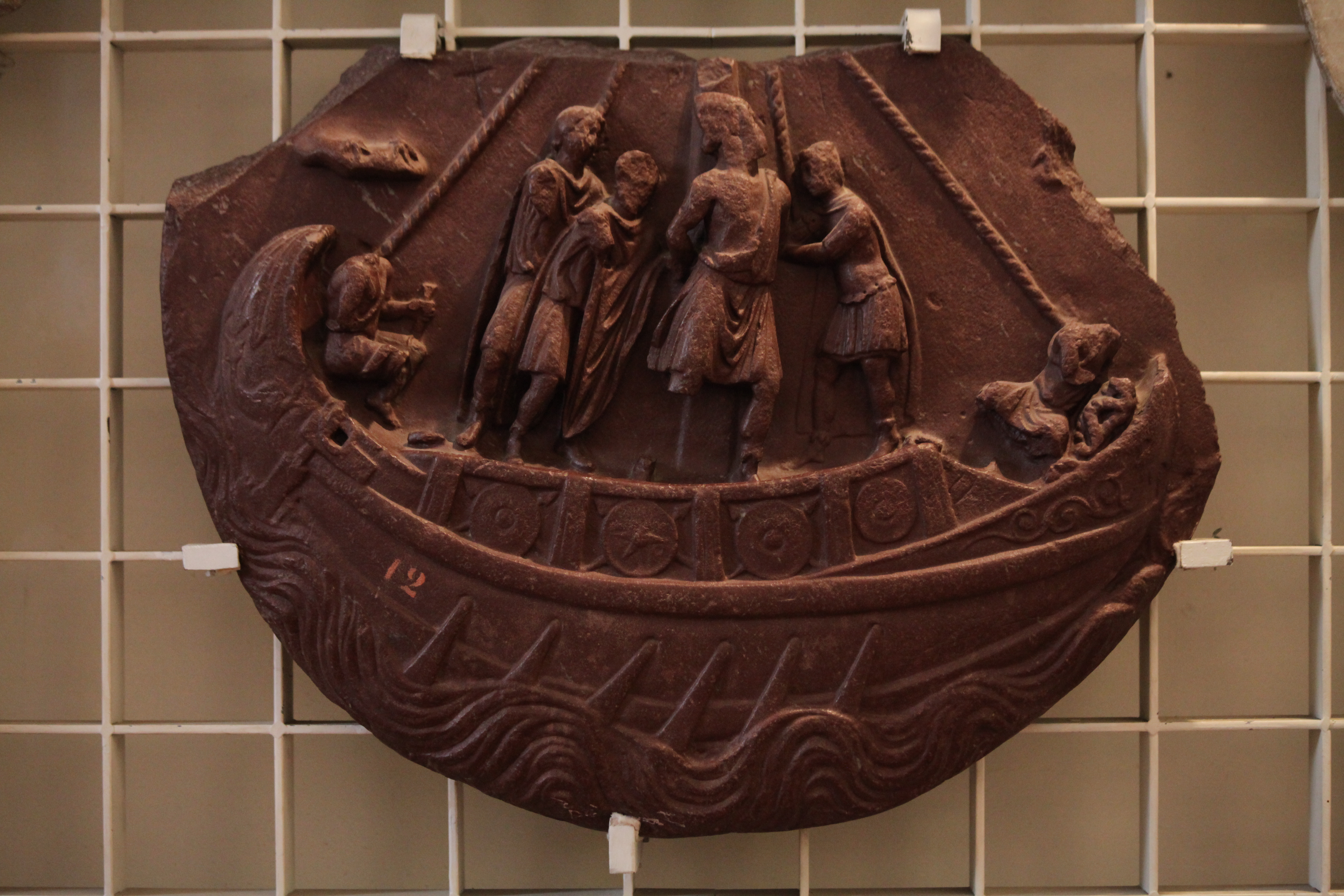
Disco in porfido rosso raffigurante l'episodio dellOdissea in cui Ulisse resiste al canto ammaliante delle sirene.

I reperti del museo sono suddivisi in due nuclei: la raccolta epigrafica di Raffaele Fabretti, che include iscrizioni su vari oggetti tra cui urbe, lastre e bolli laterizi provenienti da Roma, e la raccolta epigrafico-statuaria di Giovanni Francesco Stoppani, che comprende iscrizioni sepolcrali, statue e bassorilievi. Alcuni cippi sono siti nel cortile del palazzo.
Le lapidi sono esposte in 22 specchi lungo le pareti mentre i vari altri materiali sono collocati al centro delle cinque stanze che costituiscono il museo.